# Polypedates hungfuensis
Polypedates hungfuensis é uma espécie de anfíbio da família Rhacophoridae.
É endémica da China.
Os seus habitats naturais são: florestas subtropicais ou tropicais húmidas de baixa altitude, regiões subtropicais ou tropicais húmidas de alta altitude, matagal húmido tropical ou subtropical, rios e marismas de água doce.
Está ameaçada por perda de habitat.